# Harpactea grisea
Harpactea grisea este o specie de păianjeni din genul Harpactea, familia Dysderidae. A fost descrisă pentru prima dată de Canestrini, 1868. Conform Catalogue of Life specia Harpactea grisea nu are subspecii cunoscute.